# Samwel Barseghian
Samwel Barseghian – ormiański bokser, dwukrotny brązowy medalista Mistrzostw Europy Kadetów z roku 2004 i 2005. mistrz Armenii z roku 2008 oraz dwukrotny zdobywca brązowego medalu na Mistrzostwach Armenii w roku 2010 i 2013.

## Kariera
W 2004 reprezentował Armenię na Mistrzostwach Europy Kadetów w Saratowie. W ćwierćfinale mistrzostw pokonał na punkty (35:19) Mołdawianina Alexandru Rîşcana. W półfinale przegrał przed czasem z Ukraińcem Wasylem Łomaczenką, zdobywając brązowy medal w kategorii do 46 kg. W 2005 powtórzył sukces, ponownie zdobywając brązowy medal na Mistrzostwach Europy Kadetów w Siófoku. 
W 2008 został mistrzem Armenii w kategorii lekkiej. W 2010 zdobył brązowy w kategorii lekkiej medal na Mistrzostwach Armenii Erywaniu. W tym samym roku zdobył również brązowy medal podczas turnieju im. Gagika Carrukiana. W 2011 nie zdobył medalu na tym samym turnieju, odpadając w ćwierćfinale.
W lutym 2013 zdobył brązowy medal na Mistrzostwach Armenii, na których rywalizował w kategorii lekkiej. W lipcu tego samego roku reprezentował Armenię na Letniej Uniwersjadzie w Kazaniu. Barseghian przegrał swoją pierwszą walkę, odpadając z rywalizacji w 1/8 finału. W lutym 2015 zdobył srebrny medal na turnieju Strandża w Sofii. Barseghian przegrał swój finałowy pojedynek z reprezentantem Azerbejdżanu Elvinem İsayevem, któremu uległ nieznacznie na punkty (1:2).